# 北大地
北大地是一个位于中国内蒙省鄂托克前旗县的湖泊，面积约为28平方千米。